# Ochreinauclea maingayi
Ochreinauclea maingayi är en måreväxtart som först beskrevs av Joseph Dalton Hooker, och fick sitt nu gällande namn av Colin Ernest Ridsdale. Ochreinauclea maingayi ingår i släktet Ochreinauclea och familjen måreväxter. Inga underarter finns listade i Catalogue of Life.